# Harvey Miller
Pour les articles homonymes, voir Miller.
Harvey Miller, de son vrai nom Harvey Skolnik, est un acteur, un réalisateur, un scénariste et un producteur de télévision américain né le 15 juin 1935 et mort le 8 janvier 1999 à Los Angeles (Californie).

## Filmographie

### scénariste (cinéma)
- 1980 : La Bidasse de Howard Zieff
- 1982 : Jekyll and Hyde... Together Again de Jerry Belson
- 1984 : Protocol de Herbert Ross
- 1984 : Cannonball 2 de Hal Needham
- 1985 : Bad Medicine
- 1996 : Getting Away with Murder

### scénariste (télévision)
- 1957 : Studio One (1 épisode)
- 1967-1968 : The Mothers-In-Law (2 épisodes)
- 1968 : Accidental Family (1 épisode)
- 1968 : That Girl (1 épisode)
- 1968 : Madame et son fantôme (1 épisode)
- 1968-1969 : Gomer Pyle: USMC (8 épisodes)
- 1969-1970 : Love, American Style (5 épisodes)
- 1970 : Barefoot in the Park (1 épisode)
- 1970-1973 : The Odd Couple (8 épisodes)
- 1972 : Anna et le Roi (2 épisodes)
- 1973 : The Bob Newhart Show (1 épisode)
- 1977 : Sirota's Court (1 épisode)
- 1981 : Private Benjamin (1 épisode)

### producteur (cinéma)
- 1980 : La Bidasse de Howard Zieff
- 1981 : 13 Morts 1/2 de Mickey Rose

### producteur (télévision)
- 1970 : Love, American Style (2 épisodes)
- 1972 : Anna et le Roi
- 1973-1974 : The Odd Couple (22 épisodes)
- 1976-1977 : Sirota's Court (13 épisodes)

### acteur (cinéma)
- 1981 : Modern Romance (en) de Albert Brooks : Harvey
- 1987 : Un couple à la mer de Garry Marshall : Docteur Norman Korman
- 1988 : Au fil de la vie de Garry Marshall : le réalisateur
- 1988 : Plein pot de Greg Beeman : le professeur
- 1988 : Big de Penny Marshall : le directeur du personnel
- 1989 : New Year's Day de Henry Jaglom : le père de Lucy
- 1990 : L'Éveil de Penny Marshall : le directeur de l'hôpital
- 1991 : Frankie et Johnny de Garry Marshall : M. Rosen
- 1992 : Ma vie est une comédie de Nora Ephron : Lester
- 1997 : The Definite Maybe de Rob Rollins Lobl et Sam Sokolow : Arthur
- 1999 : L'Autre Sœur de Garry Marshall : Docteur Johnson

### acteur (télévision)
- 1971-1972 : The Odd Couple (2 épisodes)
- 1976 : The Selling of Vince D'Angelo (téléfilm) : l'avocat de Vince
- 1980 : Taxi (1 épisode)
- 1981 : Laverne et Shirley (1 épisode)
- 1984 : The Ratings Game (téléfilm) : un reporter
- 1984 : The Glitter Dome (téléfilm) : Harvey Himmelfarb
- 1987-1988 : The Tracey Ullman Show (2 épisodes)
- 1993 : The Odd Couple: Together Again (téléfilm) : docteur Hegler

### réalisateur (cinéma)
- 1985 : Bad Medicine
- 1996 : Getting Away with Murder

### réalisateur (télévision)
- 1993 : A League of Their Own (1 épisode)
- 1987 : The Tracey Ullman Show (2 épisodes)
- 1983 : Taxi (2 épisodes)
- 1977 : Busting Loose (1 épisode)
- 1977 : Sirota's Court (1 épisode)
- 1976 : Rhoda (1 épisode)
- 1974-1975 : The Odd Couple (5 épisodes)

## Distinctions

### Récompenses
- Writers Guild of America Awards 1981 : Meilleur scénario original pour La Bidasse, conjointement avec Nancy Meyers et Charles Shyer

### Nominations
- Oscars du cinéma 1981 : Oscar du meilleur scénario original pour La Bidasse